# Byron N. Scott
Byron Nicholson Scott (ur. 21 marca 1903 w Council Grove, zm. 21 grudnia 1991 w Sun City) – amerykański polityk, członek Partii Demokratycznej.

## Działalność polityczna
W okresie od 3 stycznia 1935 do 3 stycznia 1939 przez dwie kadencje był przedstawicielem 18. okręgu wyborczego w stanie Kalifornia w Izbie Reprezentantów Stanów Zjednoczonych.